# Guatambu
Pour les articles homonymes, voir Guatambú (arbre).
Guatambú est une ville brésilienne située dans la mésorégion Ouest de Santa Catarina, dans l'État de Santa Catarina.

## Géographie
Guatambú se situe par une latitude de 27° 07′ 55″ sud et par une longitude de 52° 47′ 14″ ouest, à une altitude de 530 mètres. Sa population était de 4 675 habitants au recensement de 2010. La municipalité s'étend sur environ 205 km2.
Elle fait partie de la microrégion de Chapecó, dans la mésorégion Ouest de Santa Catarina.
La forêt nationale de Chapecó s'étend en partie sur le territoire de la municipalité.

## Administration
La municipalité est constituée de deux districts :
- Guatambú (siège du pouvoir municipal)
- Fazenda Zandavalli

## Villes voisines
Guatambú est voisine des municipalités (municípios) suivantes :
- Caxambu do Sul
- Chapecó
- Planalto Alegre
- Rio dos Índios dans l'État du Rio Grande do Sul